# Adrees Latif
Adrees Latif (1973- ) é repórter fotográfico paquistanês da agência Reuters. 
Ganhou o Prêmio Pulitzer de 2008 na categoria "Fotografia de Última Hora", com a fotografia de um repórter japonês baleado ao tentar registrar protestos em Yangun, Mianmar.